# Arie de Jong
|  | For den hollandske fægter, se Arie de Jong (fægter) |
Arie de Jong (hollandsk udtale: [ˈaːri dəˈjɔŋ], født 18. oktober 1865 i Jakarta, død 12. oktober 1957 i Putten, Holland) var en hollandsk reformator af sproget Volapük.
Arie de Jong og Johann Martin Schleyer gav Volapük ny styrke i Holland. Han ændrede ikke bare Volapük, men startede også Volapükaklub Valemik Nedänik (Hollandsk Universal Volapük Club) og grundlagde Diläd valemik Feda Volapükaklubas.
Arie de Jong grundlagde og redigerede Volapükagased pro Nedänapükans, en uafhængig avis, der eksisterede  i 30 år (1932-1963). Han skrev Gramat Volapüka, som var en grammatik af sproget, og en tysk-volapük ordbog, Wörterbuch der Weltsprache (Verdenssprog ordbog). Han oversatte det Nye Testamente til Volapük fra græsk samt mange andre dele af litteraturen.
Arie de Jong betragtes som den vigtigste Volapükist af en ny tidsalder Volapük historie.